# Gustavo Fernandez (diretor)
Gustavo Fernandez (Rio de Janeiro) é um diretor e jornalista brasileiro. Ficou conhecido por ser o diretor artístico das telenovelas globais Órfãos da Terra (2019) e Pantanal (2022). É diretor do filme Predestinado: Arigó e o Espírito do Dr. Fritz de 2022.

## Trabalhos

### Televisão

#### Novelas
| Ano  | Título             | Cargo             | Autor                                        |
| ---- | ------------------ | ----------------- | -------------------------------------------- |
| 2026 | A Nobreza Do Amor  | Direção artística | Duca Rachid, Júlio Fischer e Elísio Lopes Jr |
| 2024 | Renascer           | Direção artística | Bruno Luperi                                 |
| 2022 | Pantanal           | Direção artística | Bruno Luperi                                 |
| 2019 | Órfãos da Terra    | Direção artística | Duca Rachid e Thelma Guedes                  |
| 2017 | Os Dias Eram Assim | Direção geral     | Ângela Chaves e Alessandra Poggi             |
| 2016 | Velho Chico        | Direção geral     | Benedito Ruy Barbosa                         |
| 2014 | Boogie Oogie       | Direção geral     | Rui Vilhena                                  |
| 2013 | Além do Horizonte  | Direção geral     | Carlos Gregório e Marcos Bernstein           |
| 2012 | Avenida Brasil     | Direção           | João Emanuel Carneiro                        |
| 2011 | Cordel Encantado   | Direção           | Duca Rachid e Thelma Guedes                  |
| 2009 | Cama de Gato       | Direção           | Duca Rachid e Thelma Guedes                  |
| 2008 | A Favorita         | Direção           | João Emanuel Carneiro                        |
| 2007 | Duas Caras         | Direção           | Aguinaldo Silva                              |
| 2006 | Pé na Jaca         | Direção           | Carlos Lombardi                              |
| 2005 | Belíssima          | Direção           | Silvio de Abreu                              |
| 2004 | Começar de Novo    | Direção           | Antônio Calmon e Elizabeth Jhin              |

#### Séries e minisséries
| Ano  | Título             | Cargo             | Autor                                    |
| ---- | ------------------ | ----------------- | ---------------------------------------- |
| 2023 | Justiça 2          | Direção artística | Manuela Dias                             |
| 2012 | O Brado Retumbante | Direção geral     | Euclydes Marinho                         |
| 2010 | A Cura             | Direção           | João Emanuel Carneiro e Marcos Bernstein |
| 2004 | Um Só Coração      | Direção           | Maria Adelaide Amaral e Alcides Nogueira |